# Hyväsaari (ö i Päijänne-Tavastland)
Hyväsaari är en ö i Finland.   Den ligger i kommunen Sysmä i den ekonomiska regionen  Lahtis ekonomiska region  och landskapet Päijänne-Tavastland, i den södra delen av landet, 150 km norr om huvudstaden Helsingfors.